# Китаев, Владимир Николаевич
Владимир Николаевич Китаев (1855—1920) — русский военный, генерал-майор по адмиралтейству.

## Биография
Родился 22 февраля 1855 года, православный, из потомственных почётных граждан Рязанской губернии.
На военной службе находился с 1873 года. В 1876 году окончил Морское училище в Петербурге и 1 мая этого же года был произведен в гардемарины с распределением в Императорский Черноморский флот и зачислением во 2-й Черноморский флотский экипаж. 30 августа 1877 года Владимир Китаев был произведен в мичманы. В 1881—1882 годах принимал участие в заграничном плавании на шхуне «Туапсе». 1 января 1882 года был произведен в лейтенанты.
В дальнейшем служил в «Добровольном флоте». 29 апреля 1893 года стал капитаном парохода «Ярославль». 6 декабря 1898 года произведен в капитаны второго ранга. 6 октября 1899 года был направлен в распоряжение начальника Главного морского штаба. С 27 октября 1900 года по 8 марта 1903 года находился в отпуске по семейным обстоятельствам. 10 ноября 1903 года был назначен помощником управляющего Санкт-Петербургской речной полицией. 17 апреля 1905 года зачислен по адмиралтейству подполковником с последующим повышением в полковники. 6 июля 1910 года Владимир Николаевич Китаев был произведен в генерал-майоры по адмиралтейству с увольнением по болезни со службы. После Октябрьской революции и Гражданской войны эмигрировал из России.
До конца жизни находился в Японии. Был женат на Наталии Александровне Берх. Его брат — Сергей Николаевич Китаев (1864—1927), также был военным моряком, был известен как коллекционер японского искусства, умер тоже в Японии.
Умер 3 января 1920 года в Нагасаки. Был похоронен на Русском кладбище города, могила № 257.
Имел награды Российской империи: ордена Св. Станислава 3-й степени (1888), Св. Анны 3-й степени (1896), Св. Владимира 4-й степени с бантом (1900), Св. Станислава 2-й степени (1907), Св. Анны 2-й степени (1910) и медали. Также был награждён китайским орденом Двойного Дракона 3-го класса 1-й степени (1904).